# Xã Jefferson, Quận Moody, South Dakota
Xã Jefferson (tiếng Anh: Jefferson Township) là một xã thuộc quận Moody, tiểu bang Nam Dakota, Hoa Kỳ. Năm 2010, dân số của xã này là 160 người.